# Ilja Kowalczuk
Ilja Walerjewicz Kowalczuk, ros. Илья Валерьевич Ковальчук (ur. 15 kwietnia 1983 w Kalininie) – rosyjski hokeista, reprezentant Rosji, pięciokrotny olimpijczyk.

## Kariera klubowa
- Spartak Moskwa (1999-2001)
- Atlanta Thrashers (2001-2004)
- Ak Bars Kazań (2004-2005)
- Chimik Woskriesiensk (2005)
- Atlanta Thrashers (2005-2010)
- New Jersey Devils (2010-2013)
- SKA Sankt Petersburg (2012-2013, 2013-2018)
- Los Angeles Kings (2018-2019)
- Montreal Canadiens (2020)
- Washington Capitals (2020)
- Awangard Omsk (2020-2021)
- Spartak Moskwa (2023-2024)

Wychowanek Spartaka Moskwa. Został pierwszym Rosjaninem w historii wybranym z numerem 1 w drafcie NHL. Od 2010 zawodnik klubu NHL New Jersey Devils. W lipcu klub zawarł z nim 17-letnią umowę opiewającą na 102 mln dolarów, jednak kilka dni później władze NHL umowę z uwagi na to, że jej wysokość omija tzw. czapkę płac ligi (salary cap). Następnie zapis umowy został skorygowany i we wrześniu 2010 Kowalczuk podpisał kontrakt na 15 lat o wartości 100 mln dolarów. Od września 2012 do stycznia 2013 roku na okres lokautu w sezonie NHL (2012/2013) w klubie SKA Sankt Petersburg (został mianowany także kapitanem drużyny). W styczniu 2013 wystąpił w Meczu Gwiazd KHL i był w nim kapitanem drużyny Zachodu. W lipcu 2013 niespodziewanie oświadczył, że odchodzi z zespołu Devils i opuszcza ligę NHL powracając do Rosji. W amerykańskim klubie występował z numerem 17. Kilka dni później podpisał czteroletnią umowę ze SKA Sankt Petersburg. W rosyjskim zespole otrzymał numer 17 (z takim samym gra w reprezentacji Rosji) i został mianowany kapitanem drużyny. Został wybrany do Meczu Gwiazd KHL 2014 z największą ilością głosów w plebiscycie i został kapitanem drużyny Zachodu. W czerwcu 2018 podpisał trzyletni kontrakt z Los Angeles Kings w NHL. Na początku stycznia 2020 przeszedł do kanadyjskiego klubu Montreal Canadiens, a pod koniec lutego 2020 został zawodnikiem Washington Capitals. Pod koniec grudnia 2020 został zawodnikiem Awangarda Omsk, wiążąc się dwuletnim kontraktem. W swoim pierwszym meczu 30 grudnia 2020 zdobył gola na nowej drużyny. Z końcem kwietnia 2021 odszedł z klubu.
Po przeszło dwóch sezonach bez gry i w wieku 40 lat na początku grudnia 2023 ogłoszono, że podpisał kontrakt z macierzystym klubem Spartak Moskwa, tym samym powracając do tegoż po ponad 22 latach. Ponowny debiut w drużynie zaliczył 24 grudnia 2023 zdobywając gola. Ostatni mecz rozegrał 30 marca 2024, a w marcu 2025 ogłosił zakończenie kariery zawodniczej.
W trakcie kariery zyskał przydomki Kovy, Kapitan Hak.

## Kariera reprezentacyjna
W barwach Rosji uczestniczył w turniejach na zimowych igrzyskach olimpijskich 2002, 2006, 2010, 2014, mistrzostw świata w 2003, 2004, 2005, 2007, 2008, 2009, 2010, 2011, 2013, 2015, 2019 oraz Pucharu Świata 2004. Został bohaterem kadry Rosji w finale Mistrzostw Świata 2008, kiedy w meczu z Kanadą zdobył dwie decydujące bramki. Najpierw – na pięć minut przed końcem regulaminowego czasu gry – wyrównał na 4:4, a w trzeciej minucie dogrywki zapewnił zwycięstwo 5:4 Rosjanom. W ramach ekipy olimpijskich sportowców z Rosji brał udział w turnieju zimowych igrzysk olimpijskich 2018.

## Statystyki kariery

### Sezon zasadniczy i play-off
| 1999–00     | Spartak Moskwa       | RUS-2       | 49  | 57  | 43  | 100 | –   | –  | –  | –  | –  |    |
| 1999–00     | Spartak-2 Moskwa     | RUS-3       | 2   | 2   | 1   | 3   | 14  | –  | –  | –  | –  | –  |
| 2000–01     | Spartak Moskwa       | RUS-2       | 40  | 55  | 38  | 101 | 12  | 14 | 4  | 18 | 38 |    |
| 2001–02     | Atlanta Thrashers    | NHL         | 65  | 29  | 22  | 51  | 28  | –  | –  | –  | –  | –  |
| 2002–03     | Atlanta Thrashers    | NHL         | 81  | 38  | 29  | 67  | 57  | –  | –  | –  | –  | –  |
| 2003–04     | Atlanta Thrashers    | NHL         | 81  | 41  | 46  | 87  | 63  | –  | –  | –  | –  | –  |
| 2004–05     | Ak Bars Kazań        | RSL         | 53  | 19  | 23  | 42  | 72  | 4  | 0  | 1  | 1  | 0  |
| 2005–06     | Atłant Mytiszczi     | RSL         | 11  | 8   | 5   | 13  | 24  | –  | –  | –  | –  | –  |
| 2005–06     | Atlanta Thrashers    | NHL         | 78  | 52  | 46  | 98  | 68  | –  | –  | –  | –  | –  |
| 2006–07     | Atlanta Thrashers    | NHL         | 82  | 42  | 34  | 76  | 66  | 4  | 1  | 1  | 2  | 19 |
| 2007–08     | Atlanta Thrashers    | NHL         | 79  | 52  | 35  | 87  | 52  | –  | –  | –  | –  | –  |
| 2008–09     | Atlanta Thrashers    | NHL         | 79  | 43  | 48  | 91  | 50  | –  | –  | –  | –  | –  |
| 2009–10     | Atlanta Thrashers    | NHL         | 49  | 31  | 27  | 58  | 45  | –  | –  | –  | –  | –  |
| 2009–10     | New Jersey Devils    | NHL         | 27  | 10  | 17  | 27  | 8   | 5  | 2  | 4  | 6  | 6  |
| 2010–11     | New Jersey Devils    | NHL         | 81  | 31  | 29  | 60  | 28  | –  | –  | –  | –  | –  |
| 2011–12     | New Jersey Devils    | NHL         | 77  | 37  | 46  | 83  | 33  | 23 | 8  | 11 | 19 | 6  |
| 2012–13     | SKA Sankt Petersburg | KHL         | 36  | 18  | 24  | 42  | 12  | –  | –  | –  | –  | –  |
| 2012–13     | New Jersey Devils    | NHL         | 37  | 11  | 20  | 31  | 18  | –  | –  | –  | –  | –  |
| 2013–14     | SKA Sankt Petersburg | KHL         | 45  | 16  | 24  | 40  | 38  | 10 | 3  | 2  | 5  | 31 |
| 2014–15     | SKA Sankt Petersburg | KHL         | 54  | 25  | 30  | 55  | 69  | 22 | 8  | 11 | 19 | 12 |
| 2015–16     | SKA Sankt Petersburg | KHL         | 50  | 16  | 33  | 49  | 24  | 4  | 0  | 0  | 0  | 2  |
| 2016–17     | SKA Sankt Petersburg | KHL         | 60  | 32  | 46  | 78  | 47  | 18 | 6  | 3  | 9  | 35 |
| 2017–18     | SKA Sankt Petersburg | KHL         | 53  | 31  | 32  | 63  | 26  | 15 | 6  | 4  | 10 | 12 |
| 2018–19     | Los Angeles Kings    | NHL         | –   | –   | –   | –   | –   | –  | –  | –  | –  | –  |
| NHL łącznie | NHL łącznie          | NHL łącznie | 816 | 417 | 399 | 816 | 516 | 32 | 11 | 16 | 27 | 31 |
| KHL łącznie | KHL łącznie          | KHL łącznie | 298 | 138 | 189 | 327 | 216 | 69 | 23 | 20 | 43 | 92 |

### Międzynarodowe
| Rok              | Turniej          | Wynik                   | M   | G  | A  | Pkt | Min |
| ---------------- | ---------------- | ----------------------- | --- | -- | -- | --- | --- |
| 2000             | MŚJ U-18         | 2nd, silver medalist(s) | 6   | 2  | 3  | 5   | 6   |
| 2001             | MŚJ U-20         | 7                       | 7   | 4  | 2  | 6   | 37  |
| 2001             | MŚJ U-18         | 1st, gold medalist(s)   | 6   | 11 | 4  | 15  | 26  |
| 2002             | IO               | 3rd, bronze medalist(s) | 6   | 1  | 2  | 3   | 14  |
| 2003             | PŚ               | 5                       | 7   | 4  | 0  | 4   | 6   |
| 2004             | PŚ               | 10                      | 6   | 3  | 1  | 4   | 6   |
| 2004             | PŚ               | 5                       | 4   | 1  | 0  | 1   | 4   |
| 2005             | PŚ               | 3rd, bronze medalist(s) | 9   | 3  | 3  | 6   | 4   |
| 2006             | IO               | 4                       | 8   | 4  | 1  | 5   | 31  |
| 2007             | PŚ               | 3rd, bronze medalist(s) | 9   | 2  | 5  | 7   | 10  |
| 2008             | PŚ               | 1st, gold medalist(s)   | 8   | 2  | 6  | 8   | 52  |
| 2009             | PŚ               | 1st, gold medalist(s)   | 9   | 5  | 9  | 14  | 4   |
| 2010             | IO               | 6                       | 4   | 1  | 2  | 3   | 0   |
| 2010             | PŚ               | 2nd, silver medalist(s) | 9   | 2  | 10 | 12  | 2   |
| 2011             | PŚ               | 4                       | 9   | 3  | 5  | 8   | 6   |
| 2013             | PŚ               | 6                       | 8   | 8  | 5  | 13  | 29  |
| 2014             | IO               | 5                       | 5   | 3  | 0  | 3   | 2   |
| 2015             | MŚ               | 2nd, silver medalist(s) | 10  | 2  | 3  | 5   | 2   |
| 2018             | IO               | 2nd, silver medalist(s) | 6   | 5  | 2  | 7   | 4   |
| Juniorskie razem | Juniorskie razem | Juniorskie razem        | 19  | 17 | 9  | 26  | 69  |
| Seniorskie razem | Seniorskie razem | Seniorskie razem        | 117 | 49 | 54 | 103 | 176 |

## Sukcesy

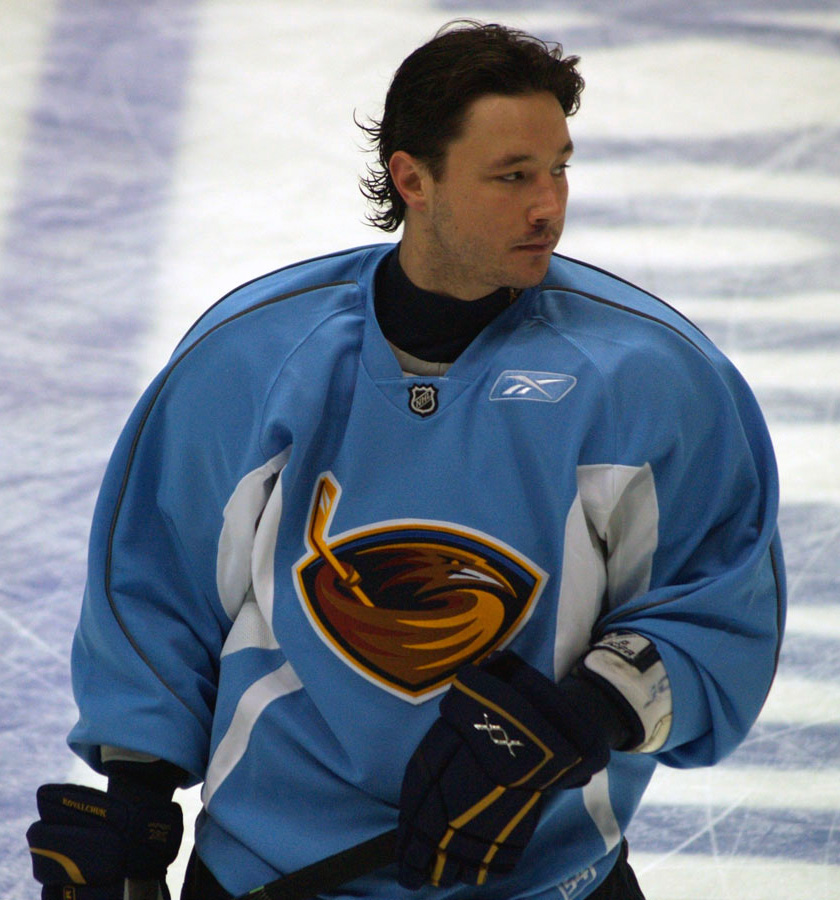
Ilja Kowalczuk w barwach Atlanta Thrashers (2006)

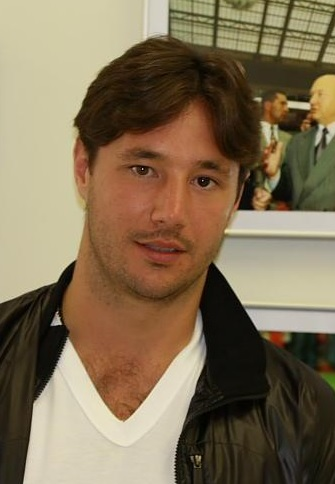
Ilja Kowalczuk (2009)

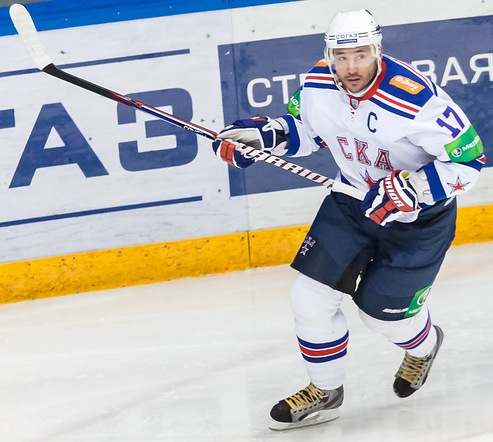
Ilja Kowalczuk w barwach SKA (2013)

Reprezentacyjne
- Złoty medal mistrzostw świata juniorów do lat 17: 2000
- Srebrny medal mistrzostw świata juniorów do lat 18: 2000
- Złoty medal mistrzostw świata juniorów do lat 18: 2001
- Brązowy medal zimowych igrzysk olimpijskich: 2002
- Brązowy medal mistrzostw świata: 2005, 2007, 2019
- Złoty medal mistrzostw świata: 2008 i 2009
- Srebrny medal mistrzostw świata: 2010, 2015
- Złoty medal zimowych igrzysk olimpijskich: 2018

Klubowe
- Złoty medal wyższej ligi: 2001 ze Spartakiem Moskwa
- Mistrzostwo dywizji NHL: 2007 z Atlanta Thrashers
- Mistrzostwo konferencji NHL: 2012 z New Jersey Devils
- Prince of Wales Trophy: 2012 z New Jersey Devils
- Puchar Gagarina – mistrzostwo KHL: 2015, 2017 ze SKA, 2021 z Awangardem Omsk
- Złoty medal mistrzostw Rosji: 2015, 2017 ze SKA, 2021 z Awangardem Omsk

Indywidualne
- Mistrzostwa świata juniorów do lat 18 w 2000:
  - Pierwsze miejsce w klasyfikacji strzelców turnieju: 11 asyst
  - Pierwsze miejsce w klasyfikacji kanadyjskiej turnieju: 15 punktów
  - Najlepszy napastnik turnieju
  - Skład gwiazd turnieju
- Superliga rosyjska 2000/2001:
  - Nagroda dla najlepszego pierwszoroczniaka Superligi (wspólnie z Kiriłłem Kolcowem)
- NHL (2001/2002):
  - NHL All-Rookie Team
- NHL (2003/2004):
  - Maurice Richard Trophy – pierwsze miejsce w klasyfikacji strzelców w sezonie zasadniczym: 41 goli (ex aequo z Jaromem Iginla i Rickiem Nashem)
  - NHL All-Star Game
  - Trofeum Charłamowa dla najlepszego rosyjskiego zawodnika sezonu w lidze NHL
- NHL (2007/2008):
  - NHL All-Star Game
- Mistrzostwa Świata w Hokeju na Lodzie 2008/Elita:
  - Pierwsze miejsce w klasyfikacji minut kar: 52 minut
  - Mistrzostwa Świata w Hokeju na Lodzie 2008 – Finał – decydujący gol o mistrzostwie w meczu z Kanadą (5:4 po dogrywce)
- NHL (2008/2009):
  - NHL All-Star Game
- Mistrzostwa Świata w Hokeju na Lodzie 2009/Elita:
  - Drugie miejsce w klasyfikacji asystentów turnieju: 9 asyst
  - Drugie miejsce w klasyfikacji kanadyjskiej turnieju: 14 punktów
  - Skład gwiazd turnieju
  - Najlepszy napastnik turnieju
  - Najbardziej Wartościowy Gracz turnieju
  - Jeden z trzech najlepszych graczy reprezentacji
- Mistrzostwa Świata w Hokeju na Lodzie 2010/Elita:
  - Pierwsze miejsce w klasyfikacji asystentów turnieju: 10 asyst
  - Pierwsze miejsce w klasyfikacji kanadyjskiej turnieju: 12 punktów
  - Jeden z trzech najlepszych graczy reprezentacji
- Mistrzostwa Świata w Hokeju na Lodzie 2011/Elita:
  - Jeden z trzech najlepszych graczy reprezentacji
- NHL (2011/2012):
  - NHL All-Star Game
  - Pierwsze miejsce w klasyfikacji strzelców w fazie play-off: 8 goli
- Channel One Cup 2012:
  - Skład gwiazd turnieju
- KHL (2012/2013):
  - Najlepszy napastnik miesiąca: październik 2012
  - Mecz Gwiazd KHL[26] i wybrany kapitanem drużyny Zachodu[27]
- Mistrzostwa Świata w Hokeju na Lodzie 2013/Elita:
  - Pierwsze miejsce w klasyfikacji strzelców turnieju: 8 goli
  - Czwarte miejsce w klasyfikacji kanadyjskiej turnieju: 13 punktów
  - Drugie miejsce w klasyfikacji minut kar turnieju: 29 minut
  - Jeden trzech najlepszych zawodników reprezentacji[28]
- Channel One Cup 2013:
  - Pierwsze miejsce w klasyfikacji asystentów turnieju: 2 asysty
- KHL (2013/2014):
  - Mecz Gwiazd KHL[29] i wybrany kapitanem drużyny Zachodu[10]
- KHL (2014/2015):
  - Mecz Gwiazd KHL i wybrany kapitanem drużyny Zachodu[30][31][32][33]
  - Najlepszy napastnik – finał o Puchar Gagarina[34]
  - Czwarte miejsce w klasyfikacji strzelców w fazie play-off: 11 asyst
  - Mistrz Play-off – Najbardziej Wartościowy Gracz (MVP) fazy play-off (19 punkty za 8 goli i 11 asyst w 22 meczach)[35]; nagrodę przekazał koledze z drużyny, którym był Jewgienij Dadonow, najskuteczniejszy strzelec fazy play-off[36]
- KHL (2016/2017):
  - Najlepszy napastnik miesiąca – październik 2016[37]
  - Trzecie miejsce w klasyfikacji strzelców w sezonie zasadniczym: 32 gole
  - Czwarte miejsce w klasyfikacji asystentów w sezonie zasadniczym: 46 asyst
  - Drugie miejsce w punktacji kanadyjskiej w sezonie zasadniczym: 78 punktów
- Hokej na lodzie na Zimowych Igrzyskach Olimpijskich 2018 – turniej mężczyzn[38][39]:
  - Drugie miejsce w klasyfikacji strzelców turnieju: 5 goli[40]
  - Czwarte miejsce w klasyfikacji kanadyjskiej turnieju: 7 punktów[41]
  - Najbardziej Wartościowy Gracz (MVP) turnieju
  - Skład gwiazd turnieju
- KHL (2017/2018):
  - Drugie miejsce w klasyfikacji strzelców w sezonie zasadniczym: 31 goli
  - Trzecie miejsce w klasyfikacji strzelców zwycięskich goli meczowych w sezonie zasadniczym: 6 goli
  - Piąte miejsce w klasyfikacji asystentów w sezonie zasadniczym: 32 asysty
  - Pierwsze miejsce w punktacji kanadyjskiej w sezonie zasadniczym: 63 punkty

Rekord
- Najskuteczniejszy zawodnik klubu Atlanta Thrashers: 615 punktów (328 golu i 287 asyst) w 594 meczach

Wyróżnienia
- Zasłużony Mistrz Sportu Rosji w hokeju na lodzie (2002)[42]
- Nagroda specjalna „Fonbet Złota Drużyna” – przyznana trenerowi i sześciu zawodnikom wybranym do składu gwiazd na 15-lecie rozgrywek KHL: 2023[43]

Odznaczenia
- Krzyż św. Michaiła Twerskoja[44]
- Medal Orderu „Za zasługi dla Ojczyzny” II stopnia (2009)[45]
- Order Przyjaźni (27 lutego 2018)[46]